# Diacria

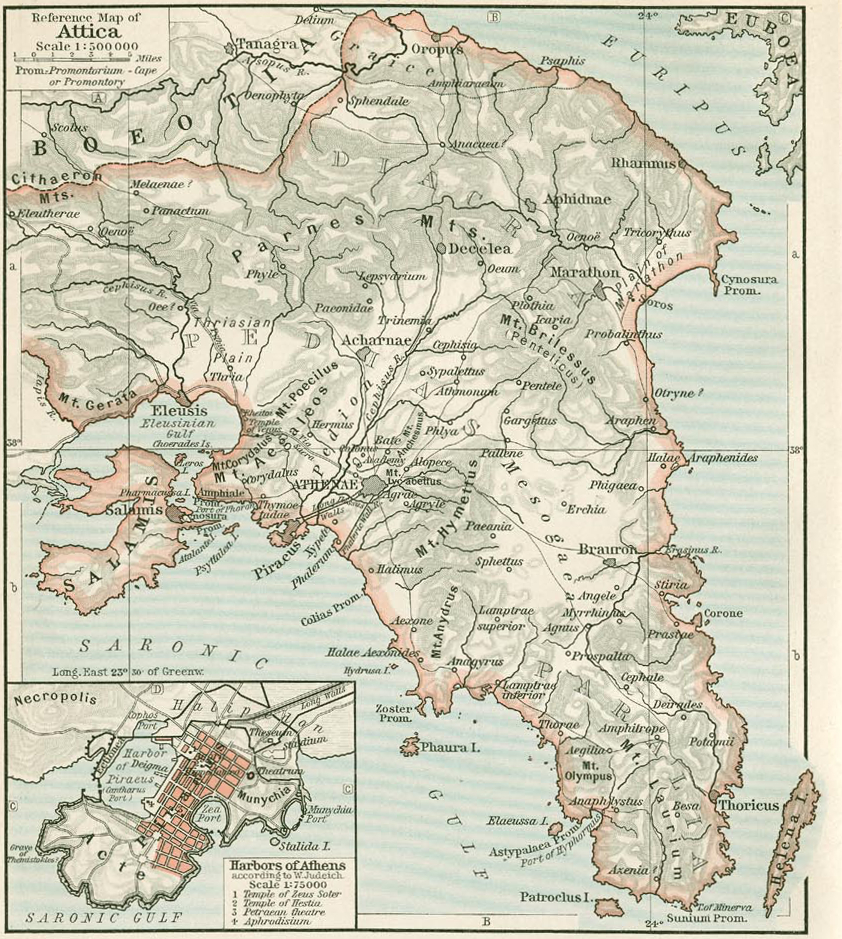
Mappa dell'antica Attica (William Shepherd, Historical Atlas, New York, 1911): la Diacria è la regione a nord-est

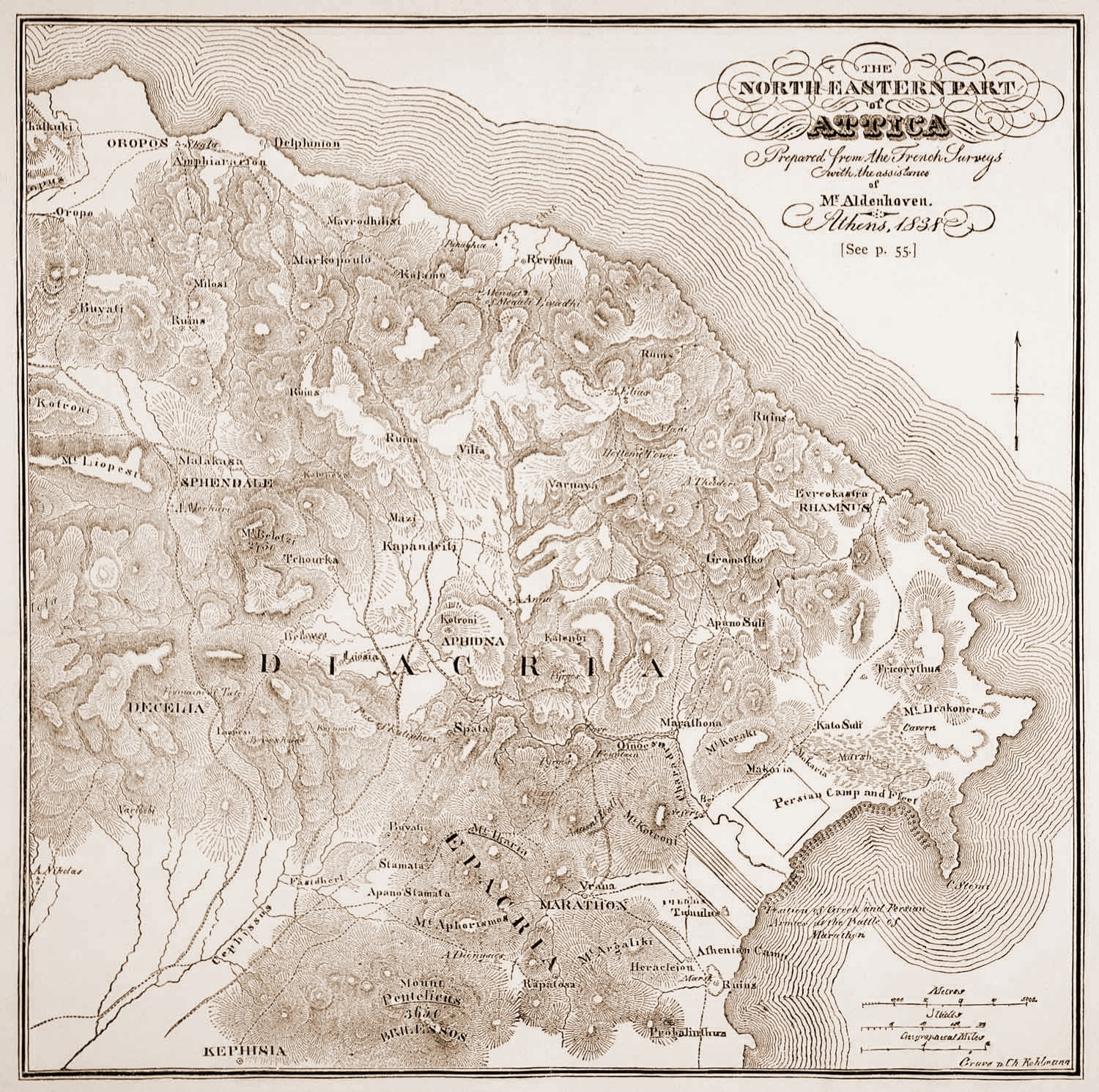
Mappa della Diacria nell'Ottocento (Ferdinand Aldenhoven, Carte du royaume de la Grèce, Atene, 1838)

La Diacria (in greco antico: Διακρία?, Diakría), chiamata anche Iperacria o Epacria (in greco antico: Ἐπακρία?, Epakría), era una regione interna dell'Attica.
La Diacria era montuosa (l'unica parte pianeggiante era la piana di Maratona) e si trovava nel nord-est dell'Attica; probabilmente, nell'antichità, con lo stesso termine si identificava anche la costa est dell'Attica fino a Braurone, luogo d'origine dei Pisistratidi.
Il tiranno Pisistrato si insediò ad Atene nel 561 a.C. sostenuto probabilmente da un gruppo di abitanti di questa regione (chiamati Hyperakrioi o Diakrioi).